# Акумулююча ємність гірських порід
Акумулю́юча є́мність гірськи́х порід (рос. аккумулирующая емкость горных пород, англ. accumulating water-absorbing capacity of rocks, нім. Sammelkapazität des Gesteines) — здатність порід водоносних горизонтів вбирати й утримувати в щілинах та порах воду, яка просочується з поверхні в період паводків.